# Richard Westall
Richard Westall RA (Reepham, 2 gennaio 1765 – 4 dicembre 1836) è stato un pittore e ritrattista britannico, illustratore di eventi storici e letterari, meglio conosciuto per i suoi ritratti di Byron. Fu insegnante di disegno della regina Vittoria.

## Biografia

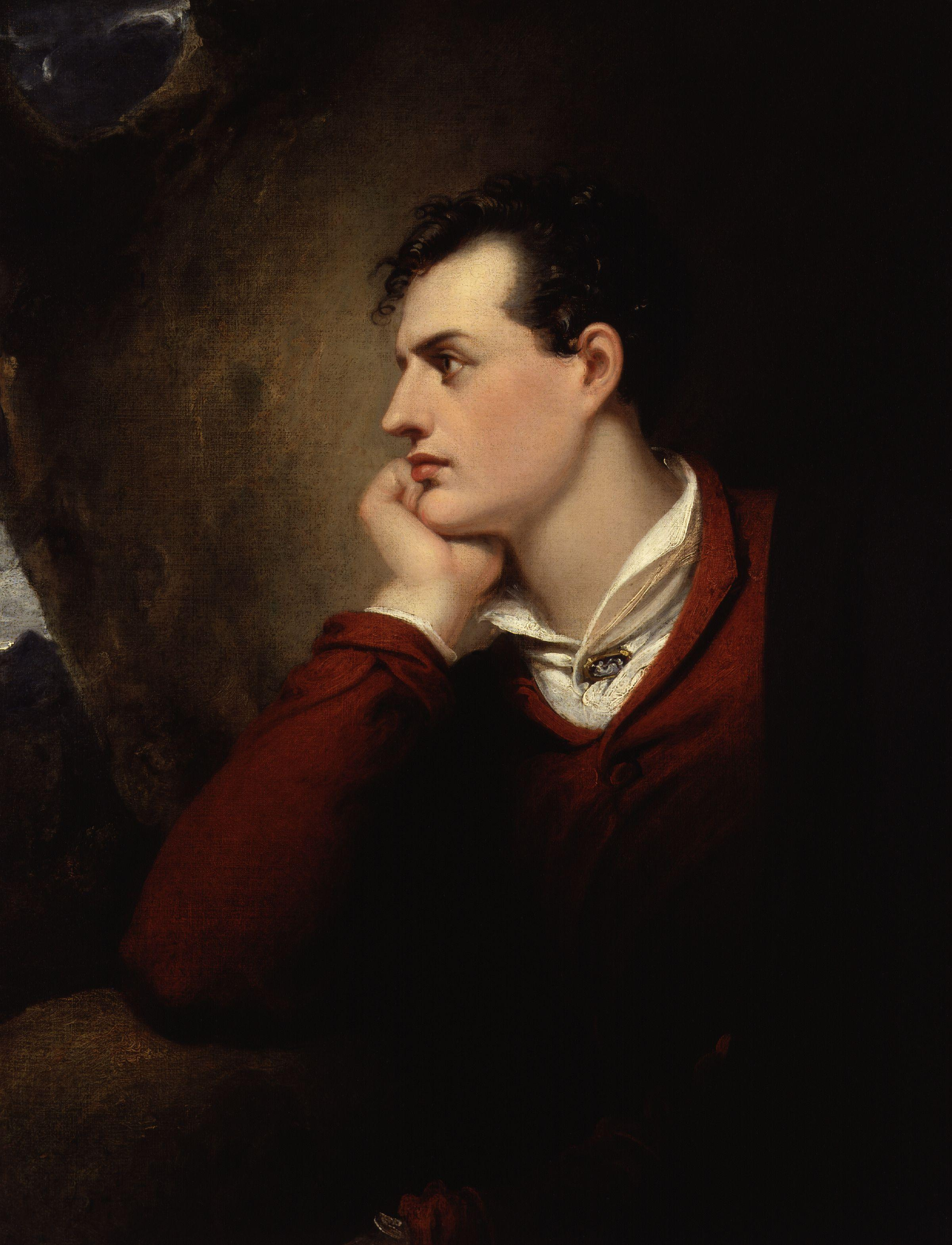
George Gordon Byron, ritratto di Richard Westall

Richard ebbe due fratellastri, anch'essi pittori (figli di un Benjamin Westall da Norwich), di cui il più giovane, William (1781–1850), fu un grande viaggiatore e valente paesaggista.
Nato il 2 gennaio 1765 a Reepham, non lontano da Norwich (dove fu battezzato il 13 gennaio dello stesso anno), Richard Westall si trasferì a Londra nel 1772, dopo la morte della madre e il fallimento del padre. Nel 1779 lo troviamo apprendista presso un incisore di stemmi araldici in argento, e qui fu incoraggiato a intraprendere la professione di pittore da un suo omologo, John Alefounder, ritrattista e miniaturista apprezzato; iniziò, pertanto, i suoi studi alla Royal Academy of Arts nel dicembre del 1785 e ad esporre regolarmente nella stessa Accademia tra il 1784 e il 1836, divenendone consociato nel 1792 nonché Accademico nel 1794. Dal 1790 al 1795 abitò al numero 57 di Greek Street (all'angolo di Soho Square), insieme a Sir Thomas Lawrence, futuro presidente della Royal Academy.

### Opere

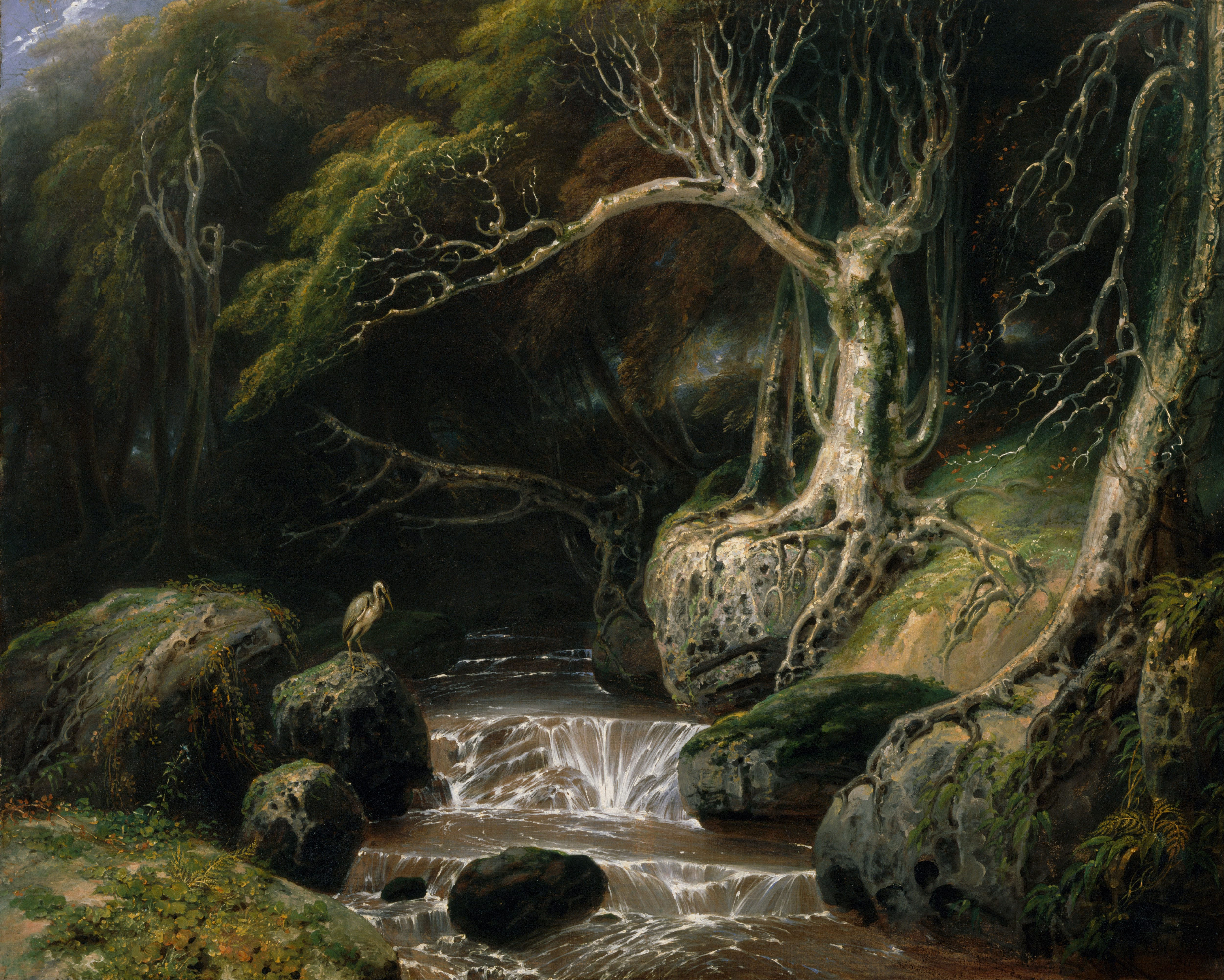
Paesaggio di Richard Westall dal titoloSolitudine

I suoi lavori – molti ad acquerello – suscitarono grande interesse, specie quando Richard Payne Knight, erudito inglese del settecento e suo mecenate, lo definì "eccezionale artista del pittoresco". Dipinse opere in stile neoclassico per la Boydell Shakespeare Gallery e per la Milton Gallery. Il dipinto che raffigura John Milton e le sue figlie, è conservato al Sir John Soane's Museum di Londra. Un discreto numero di opere raffiguranti avvenimenti della vita di Orazio Nelson sono conservati al National Maritime Museum.
Westall fu un prolifico illustratore di libri sia di narrativa che di poesia, tra cui figurano le opere di Sir Walter Scott, Oliver Goldsmith, William Cowper e Thomas Gray. Byron, che fu suo grande ammiratore, dichiarò con grande umiltà che con Westall "il pennello aveva battuto la poesia". Westall godette di numerosi incarichi, compreso quello offertogli dalla casa editrice John Boydell per illustrare le proprie edizioni delle opere di Shakespere e di John Milton. L'artista illustrò anche diverse edizioni della Bibbia, di cui una realizzata insieme a John Martin. Il Cristo coronato di spine, uno dei suoi più pregevoli dipinti a olio, è oggi la Pala d'altare della chiesa All Souls, a Londra.
Tra i suoi ritratti, il cui stile ricorda quelli del suo contemporaneo Thomas Lawrence, fanno bella mostra le rappresentazioni della principessa Vittoria (in seguito regina Vittoria, di cui fu insegnante d'arte per otto anni prima della sua morte avvenuta il 4 dicembre 1836) e di Richard Ayton, un modesto scrittore che viaggiò e collaborò con William Daniell, pittore paesaggista e cognato dello stesso Westall.
Richard Westall è forse più noto per i ritratti eseguiti a Lord Byron. Uno di questi è conservato alla National Portrait Gallery a Londra, un altro alla Hughenden Manor, e un terzo alla Camera dei Lords.).

## Galleria d'immagini

Opere di Richard Westall
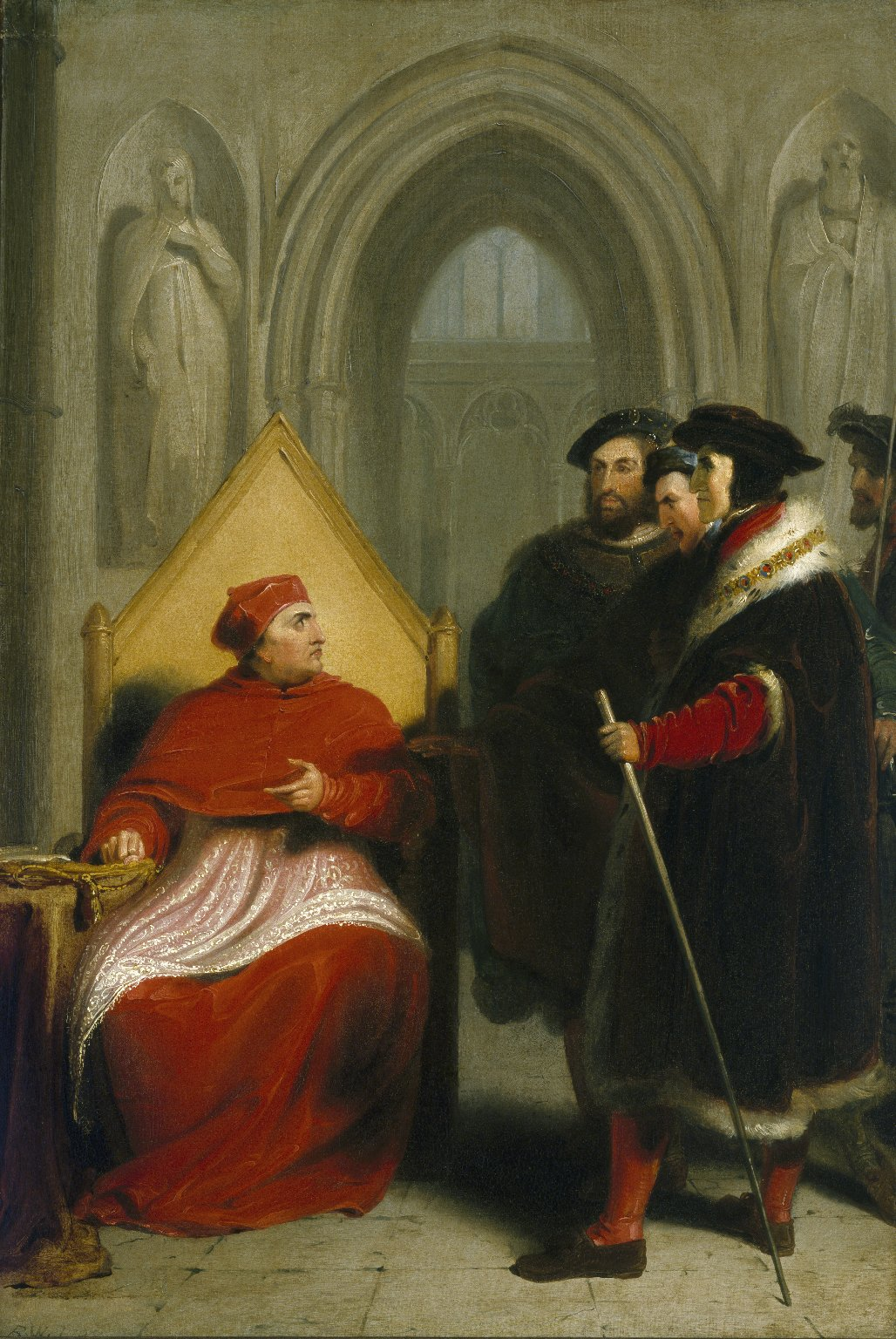
Il declino del cardinale Wolsey, 1795
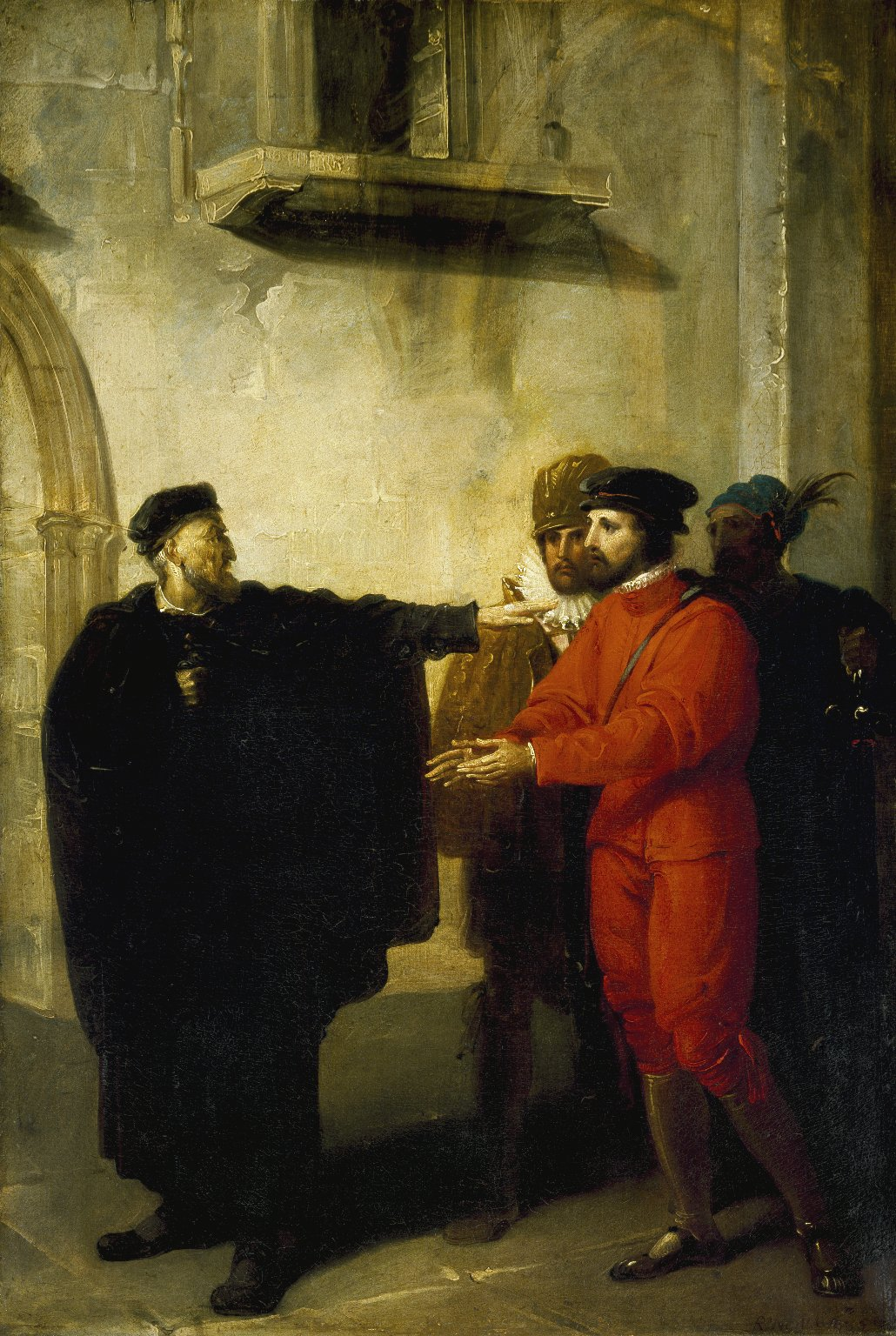
Shylock respinge seccamente Antonio, 1795
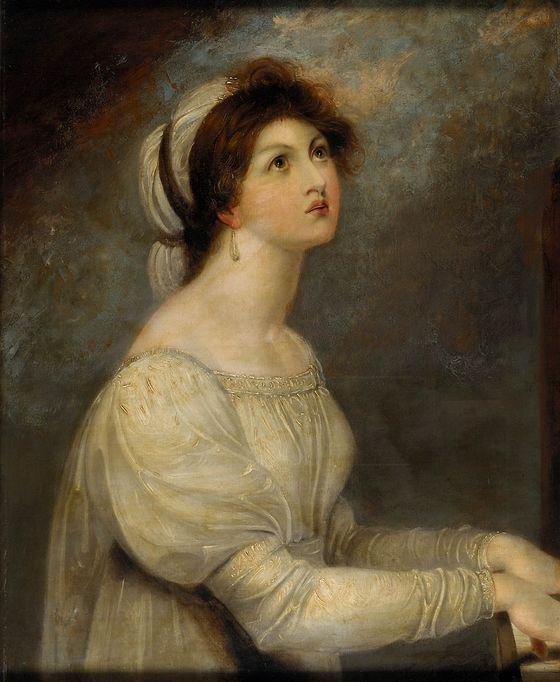
Lady Hamilton ritratta come Santa Cecilia, fine XVIII–inizi XIX secolo
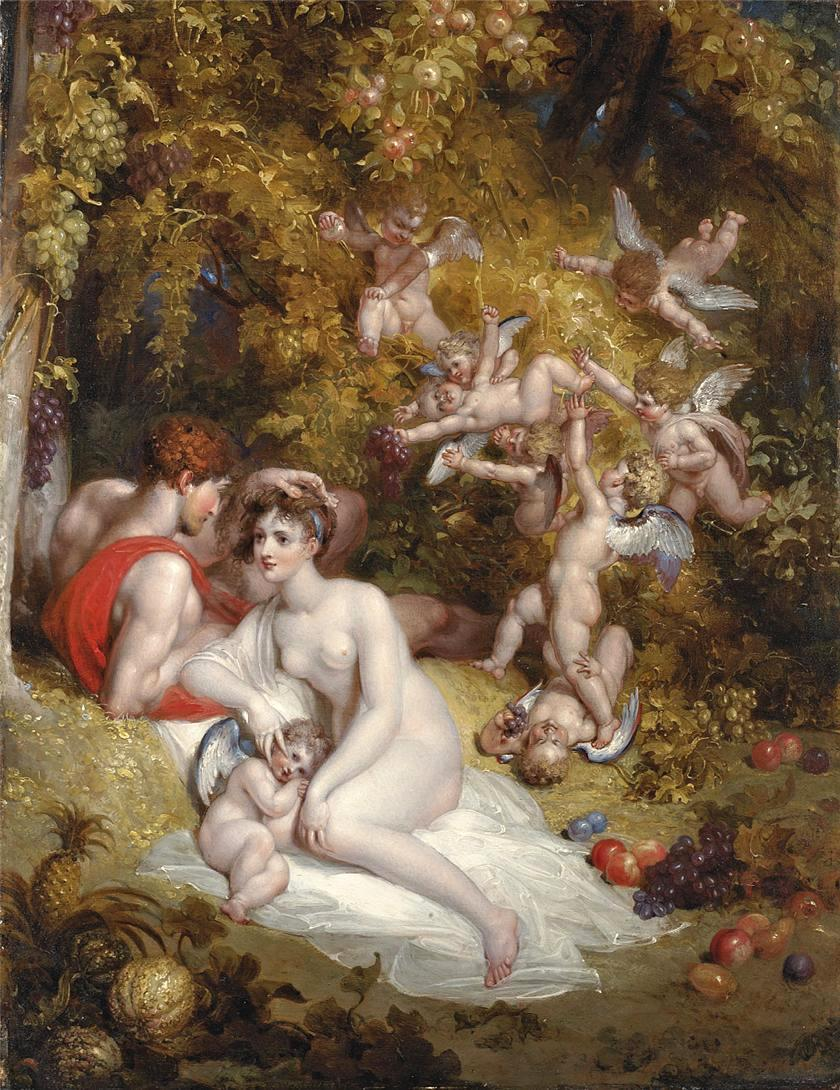
Vertumno e Pomona, inizi XIX secolo
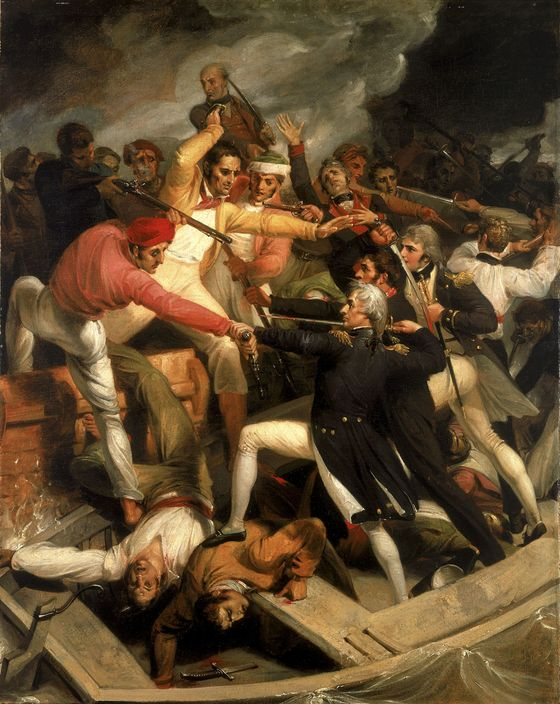
Nelson a Cadiz, 1806
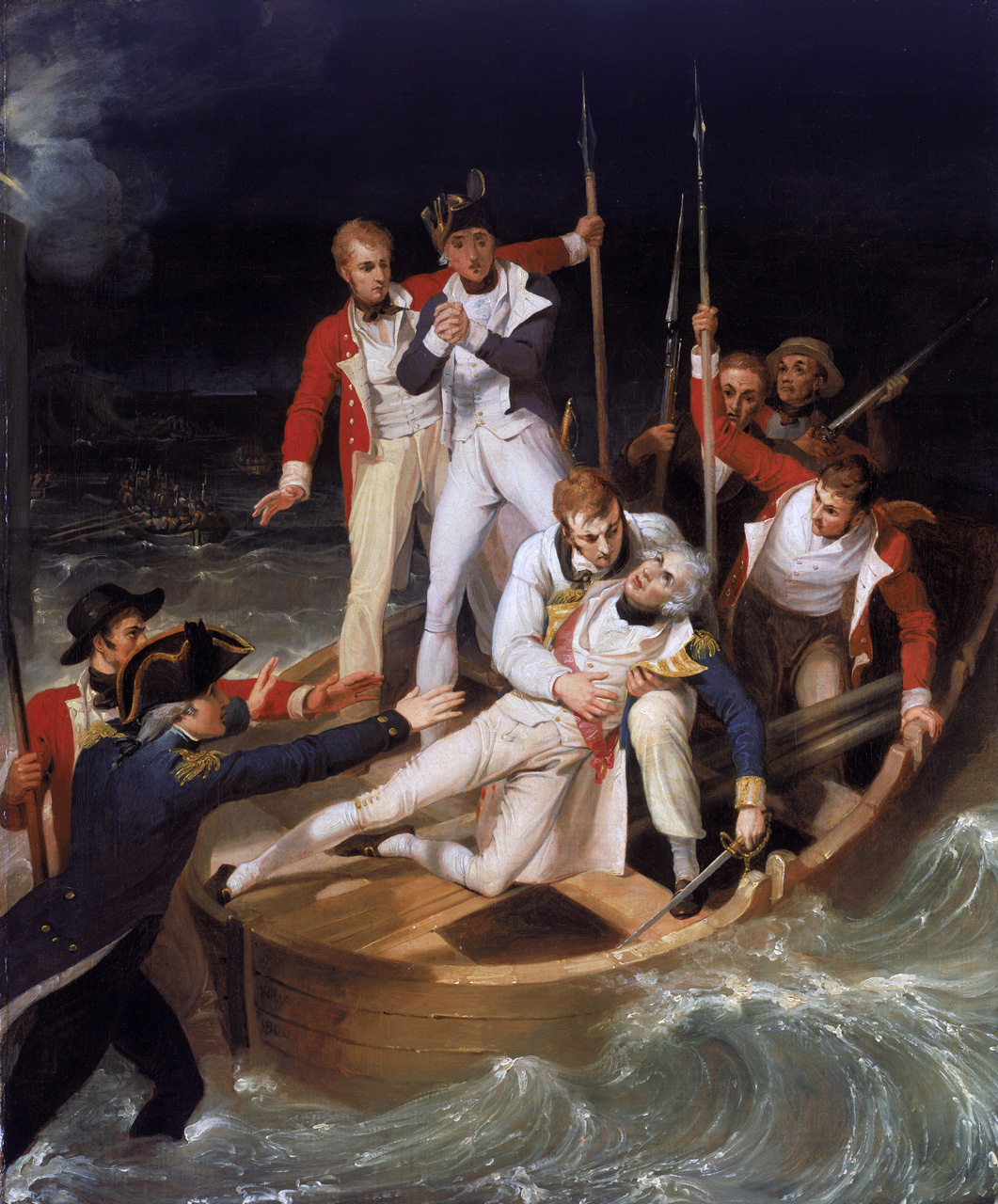
Orazio Nelson quando fu ferito a Tenerife, 1806
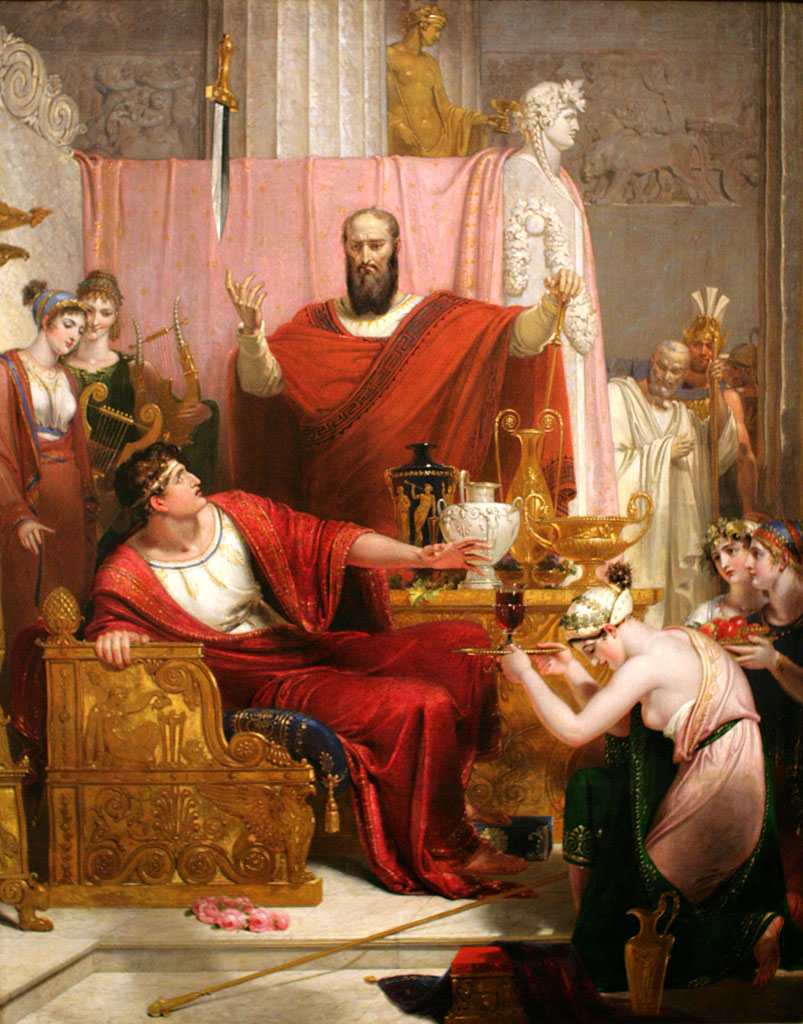
La spada di Damocle, 1812